# 3452 Hawke
3452 Hawke eller 1980 OA är en asteroid i huvudbältet som upptäcktes den 17 juli 1980 av den amerikanske astronomen Edward L.G. Bowell vid Anderson Mesa Station. Den är uppkallad efter den amerikanske astronomen Bernard Ray Hawke.
Asteroiden har en diameter på ungefär 3 kilometer.